# نادي العرين (لبنان)
نادي العرين الرياضي، هو نادٍ رياضي متعدد الرياضات يقع في المية ومية في جنوب لبنان، أنشئ في 10 فبراير 1954. المؤسسون هم: جورج خوري واكيم (الرئيس)، جرجي (المعروف ب جريس) حنا سيقلي، طنوس جبران واكيم، ونصرى يوسف واكيم. النادي ينادي بالوحدة والصحة والروح الرياضية بين الرياضيين. النادي ينافس في رياضات «الكرة الطائرة»، «كرة السلة»، «كرة القدم» و«كرة القدم داخل الصالة».

## الشعار
الشعار الأصلي للنادي كان يضم أسدا يضع قدمه على كرة «الكرة الطائرة» والأرز البناني في الخلفية. في التسعينات، عُدِّل الشعار لإظهار الأسد يجلس بجانب الكرة وشجرة الأرز في الخلفية. في عام 2016، جرى تعديل الشعار مرة أخرى ليعكس مظهرا حديثا.

## التعويذة
الأسد هو التعويذة الأساسية لنادي العرين الرياضي، وهو يمثل القوة وحماية الأسد لعرينه.

## الجوائز
ربحت فرق الكرة الطائرة، وكرة السلة وكرة القدم داخل الصالة في النادي العديد من الجوائز وهي معروضة في النادي. تقديرا لإنجازاتهم، قام الداعمون المحليون (المصارف، المؤسسات، الأفراد...) والسياسيون بالمساهمة في نجاح النادي.

## معرض الصور

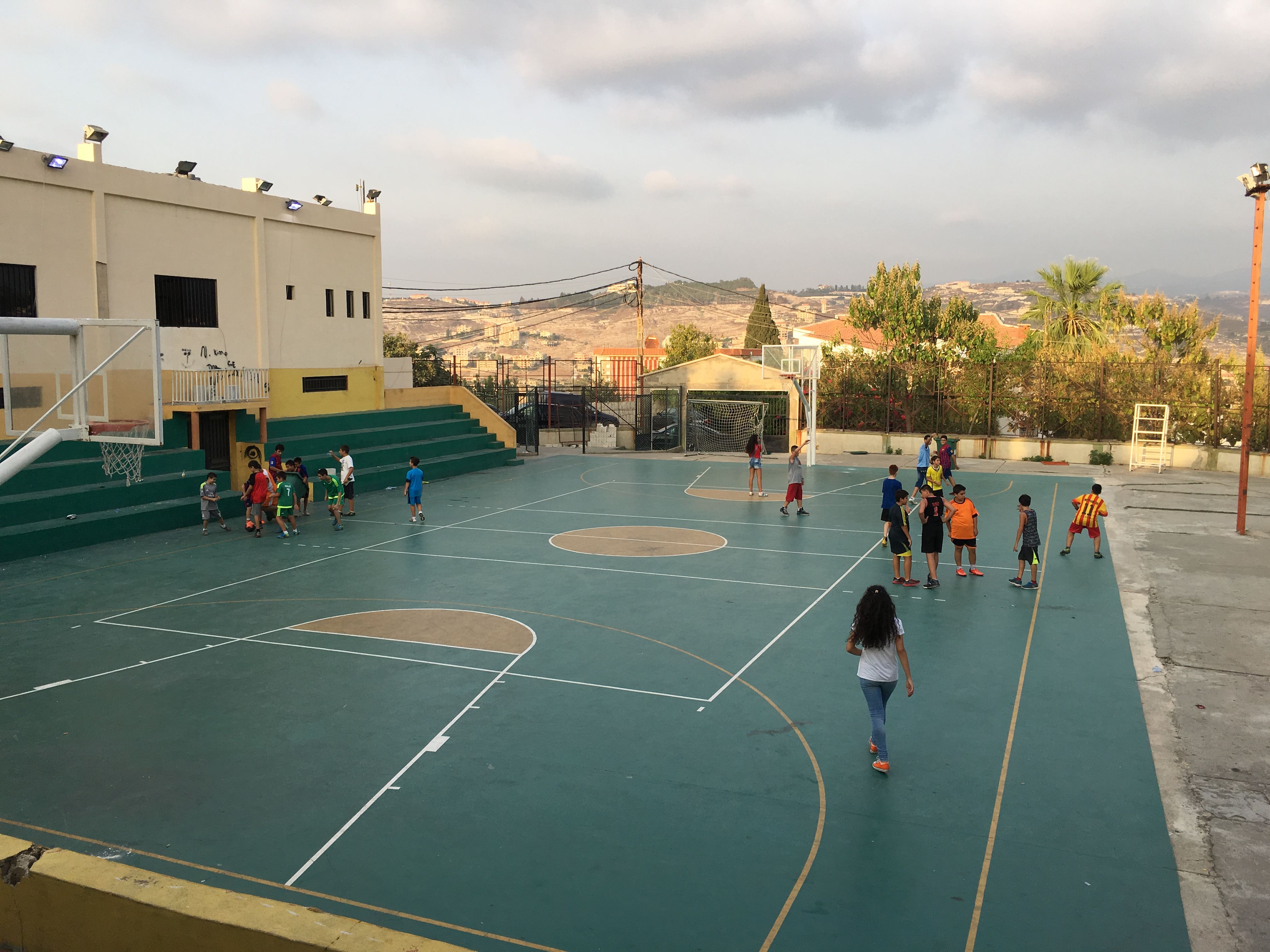
ملعب نصري واكيم